# هنري باوم
هنري باوم (بالإنجليزية: Henry Baum)‏ (29 يونيو 1972، نيويورك في الولايات المتحدة)؛ روائي أمريكي.

## روابط خارجية
- هنري باوم على موقع IMDb (الإنجليزية)